# Gare de Musée d’Orsay
Gare de Musée d’Orsay RER állomás Franciaország fővárosában, Párizsban. Az állomást a RER C betűjelű vonala érinti. Egyike volt azoknak a helyeknek, ahol 1995-ben bombát robbantottak fel a szélsőséges terroristák.

## Vasútvonalak
Az állomást az alábbi vasútvonalak érintik:
- Quai-d'Orsay–Paris-Austerlitz-vasútvonal

## Kapcsolódó állomások
A vasútállomáshoz az alábbi állomások vannak a legközelebb:
- Gare des Invalides (Gare de Pontoise, Gare de Saint-Quentin-en-Yvelines - Montigny-le-Bretonneux, Gare de Versailles-Château-Rive-Gauche, RER C)
- Gare de Saint-Michel - Notre-Dame (Gare de Dourdan - La Forêt, Gare de Saint-Martin-d'Étampes, Gare de Massy - Palaiseau, RER C)

## Lásd még
- Franciaország vasútállomásainak listája
- A párizsi RER állomásainak listája